# Gold (álbum de Starflyer 59)
Gold es el segundo álbum de estudio de la banda estadounidense Starflyer 59. Fue publicado originalmente el 27 de junio de 1995 a través de Tooth & Nail Records. 
El 28 de junio de 2005, Tooth & Nail Records reeditó el álbum en una edición extendida, con 5  canciones adicionales.

## Composición
Gold ha sido descrito como un álbum de shoegaze, rock and roll, y post-grunge.

## Recepción de la crítica
Jason Morehead de Opus comentó: “El único remanente de Silver es la voz susurrante y relajada de Martin. Todo lo demás es diferente, lo que hace que un álbum sea aún más profundo e infeccioso”. El crítico de Jesus Freak Hideout, Matthew Burr, describió Gold como “una obra de arte”.
El crítico de Pitchfork, Cameron Cook, incluyó a Gold en la lista de los 50 mejores álbumes de shoegaze de todos los tiempos, calificándolo como “una entrada esencial en el panteón pequeño pero poderoso del shoegaze estadounidense” y ”una interpretación estelar del género”.

## Lista de canciones
Todas las canciones escritas y compuestas por Jason Martin. 
| Edición estándar |                                                     |          |  |
| N.º              | Título                                              | Duración |  |
| 1.               | «A Housewife Love Song»                             | 4:14     |  |
| 2.               | «Duel Overhead Cam»                                 | 4:38     |  |
| 3.               | «When You Feel Miserable»                           | 5:09     |  |
| 4.               | «You're Mean»                                       | 2:05     |  |
| 5.               | «Stop Wasting Your Whole Life / Messed Up and Down» | 5:04     |  |
| 6.               | «Messed Up over Down»                               | 6:44     |  |
| 7.               | «When You Feel the Mess»                            | 6:17     |  |
| 8.               | «Somewhere When Your Heart Glowed the Hope»         | 4:43     |  |
| 9.               | «Indiana»                                           | 4:28     |  |
| 10.              | «Do You Ever Feel That Way»                         | 2:16     |  |
| 11.              | «One Shot Juanita»                                  | 4:39     |  |

| Bonus tracks (2005 Tooth & Nail Records reissue) |                                          |          |  |
| N.º                                              | Título                                   | Duración |  |
| 12.                                              | «Next Time Around»                       | 5:18     |  |
| 13.                                              | «Goodbyes Are Sad»                       | 3:53     |  |
| 14.                                              | «When No One Calls (It Will Be Alright)» | 3:20     |  |
| 15.                                              | «The Starflyer 2000 Reprise»             | 4:10     |  |
| 16.                                              | «Le Vainqueur»                           | 6:12     |  |

## Créditos y personal
Créditos adaptados desde las notas de álbum de Gold.
Starflyer 59
- Jason Martin – voz, guitarra, batería
- Andrew Larson – guitarra bajo

Músicos adicionales
- Wayne Everett – producción vocal, coros, batería (3)
- Ed Giles Benrock – batería (5–7)
- Gene Eugene – órgano Hammond (6)

Personal técnico
- Jason Martin – productor, mezclas
- Brandon Ebel – productor ejecutivo
- Bob Moon – ingeniero de audio, mezclas (1–3, 5, 6, 8–10)
- Gene Eugene – mezclas (4, 7, 11)
- Karen Mason – fotografía de la banda